# Копальня Снаппер
Копальня Снаппер – колишнє гірничодобувне підприємство на півдні Австралії. 
Видобуток на родовищі титан-цирконієвої сировини Снаппер стартував в грудні 2009 року. Розробка велась відкритим способом за допомогою технології рухомого ставка. Важка техніка вирила котлован, який заповнили водою для розміщення фрезерного земснаряду (до 2005-го процював у Західній Австралії). В процесі вибірки руди земснаряд рухався уперед, при цьому розкривні породи (які продовжувала знімати наземна техніка) та відходи збагачення переміщувались у задню частину ставка, що забезпечувало його рух по полосі пісків з підвищеним вмістом важких мінералів. Земснаряд мав розміри 50х10 метрів та міг перекачувати 1500 тисячі тонн пульпи на годину (з вмістом твердих часток біля 45%). В другій половині 2010-х для розробки окремих ділянок також залучили менший земснаряд розмірами 27х7,5 метрів, що міг видавати 420 тонн пульпи на годину. 
Із земснаряду руда подавалась на плавучу збагачувальну фабрику, де відбувалось гравітаційне вилучення суміші важких мінералів. Даліо отриманий концентрат відправляли за допомогою автотранспорту на модуль модуль магнітної сепарації сусідньої копальні Гінгко, а з середини 2010-х також могли вивозити напряму на завод сепарації у Брокен-Гілл. 
За проектом розробки з Снаппер повинні були вилучити 122 млн тонн руди, середній вміст важких мінералів у якій складав біля 5% (в перші роки працювали з «багатою» зоною, де вміст цих мінералів становив 8% – 9%). Відомо, що з серпня 2015 по серпень 2016 року з Снаппер вилучили 7,8 млн тонн руди що дозволило отримати 493 тисяч тонн концентрату важких металів (при цьому довелось перемістити 18,5 млн м3 розкривних порід).
В березні 2022-го розробка Снаппер припинилась, при цьому за кілька місяців цього року встигли вилучити 1,95 млн тонн руди, що дозволило отримати 49 тисяч тонн концентрату.
Розробку родовища титан-цирконієвих пісків організувала компанія BeMaX Resources NL, що належала до групи саудійської компанії National Titanium Dioxide Company Ltd (Cristal). В 2019-му саудійці продали свій титановий бізнес американській корпорації Tronox.